# Богородично-Рождественский Ильинский монастырь (Тюмень)
Богородично-Рождественский монастырь — женский православный монастырь Тобольской епархии Русской православной церкви, расположенный в Тюмени.

## История
Ильинская приходская церковь в Тюмени впервые упоминается в 1586—1587 гг. В 1620 г. настоятель Никон основал при церкви женскую монашескую общину. Она просуществовала до 1765—1767 гг., когда была преобразована в приходскую Успенскую церковь. За всё время существования обитель неоднократно меняла своё название — Успенская, Ильинская, Алексеевская.
21 июня 1773 года была освящена однопрестольная приходская церковь, получившая название во Имя Ветхозаветного Пророка Илии. Через 60 лет, 3 июня 1833 г., был заложен фундамент нового каменного здания во имя Покрова Пресвятой Богородицы. 24 апреля 1837 года была освящена каменная построенная двухъярусная колокольня, в которой повесили шесть колоколов.
В 1884 г. с северной стороны храма был построен новый Покровский придел, а старый придел был объединён с Ильинским приделом аркой. Строительство было профинансировано на средства пароходчика Ивана Ивановича Игнатова и прихожан. В апреле 1894 г. — ноябре 1895 гг. в храме прошёл капитальный ремонт. Проект предусматривал перестройку главного купола и колокольни в русско-византийском стиле, установку нового иконостаса в главном приделе в стиле эпохи Ренессанса, а также обновление каменного пола и роспись стен живописью. 12 ноября 1895 года Пророко-Ильинская церковь была освящена.
25 января 1893 года в приходе была открыта церковно-приходская школа. Она действовала до 1918 г., когда была закрыта советской властью.
В июне-сентябре 1925 г. тюменцы провели капитальный ремонт храма. А 26 января 1930 года Ильинская (Покровская) церковь была закрыта, верхние ярусы колокольни разобраны, кресты и купола — сняты.
В 1935 г. здание бывшей церкви было передано под ломбард, а с 1942 по 2002 г. здесь размещался Тюменский ликёро-водочный завод «Водликёртрест».
13 марта 2002 года Священный Синод удовлетворил прошение архиепископа Тобольского и Тюменского Димитрия (Капалина) об открытии Ильинского женского монастыря в Тюмени.
В 2003 года церковь была возвращена верующим для организации женского монастыря, приход был организован 20 января 2003 г. В том же году в июле-августе храм «Богородично-Рождественского придела» прошёл ремонт, а первое в нём богослужение состоялось 20-21 сентября 2003 г.
4 мая 2017 года переименован из Ильинского в Богородице-Рождественский монастырь.

## Монастырь сегодня
В монастыре создано негосударственное образовательное учреждение Детский дом «Пансион „Отрада“», которое является приютом для сирот, богадельня для престарелых женщин и швейная мастерская для обучения молодёжи.
Настоятельницей монастыря является монахиня Нина (Схулухия).